# Byssochlamys zollerniae
Byssochlamys zollerniae är en svampart som beskrevs av C. Ram 1968. Byssochlamys zollerniae ingår i släktet Byssochlamys och familjen Trichocomaceae.   Inga underarter finns listade i Catalogue of Life.